# Bathyraja matsubarai
Bathyraja matsubarai is een vissensoort uit de familie van de Arhynchobatidae. De wetenschappelijke naam van de soort is voor het eerst geldig gepubliceerd in 1952 door Ishiyama.